# USS LST-360
O USS LST-360 foi um navio de guerra norte-americano da classe LST que operou durante a Segunda Guerra Mundial.